# AS Val
AS（露: Автомат Специальный (АС), ロシア語ラテン翻字: Avtomat Special'nyj、英: Special Automatic Rifle、和訳：特殊自動小銃）は、ソ連が開発したスペツナズ（特殊部隊）向けの特殊消音アサルトライフルである。愛称はヴァル（露: Вал, ロシア語ラテン翻字: Val、英: Shaft、和訳：シャフト、軸）。

## 概要
TsNIITochMashが特殊部隊の隠密潜入作戦やゲリラ作戦用のアサルトライフルとして1980年代に開発した。
設計はペテロ・セルジェコフとバルディミール・クラスコフが担当した。

## 特徴
消音効果の高い大型のサプレッサーをレシーバー先端から銃口前方まで、銃身全体を覆うように装備しているのが最大の特徴。これにより、射撃する際の銃声とマズルフラッシュをできる限り小さくしている。
レシーバーは切削で加工されている。作動メカニズムはガス圧利用式で、AK-47をベースとしている。ボルトは回転して銃身とロックし、マイクロ・ロッキング・ラグを6個装備する。撃発は一般的な回転式ハンマーではなく、前後に直線運動を行うストライカーによって行われる。
9x39mm弾という特殊な弾薬を使用している。この弾薬は、AK-47が使用する7.62x39mm弾に似ているが口径は9mmと大きく、重量のあるものを使用している。弾丸重量は発射薬量に対して大きいため、サプレッサーで消音効果を最大にできる亜音速の低速で弾丸は発射される。9x39mm弾は、初速は非常に低いが弾丸重量は大きいことから400mの有効射程をもち、400mで厚さ5mmの鋼鉄板を貫通する。
また、100m以内ならば軍用の防弾チョッキも貫通することが可能。

## 派生型

### ASM

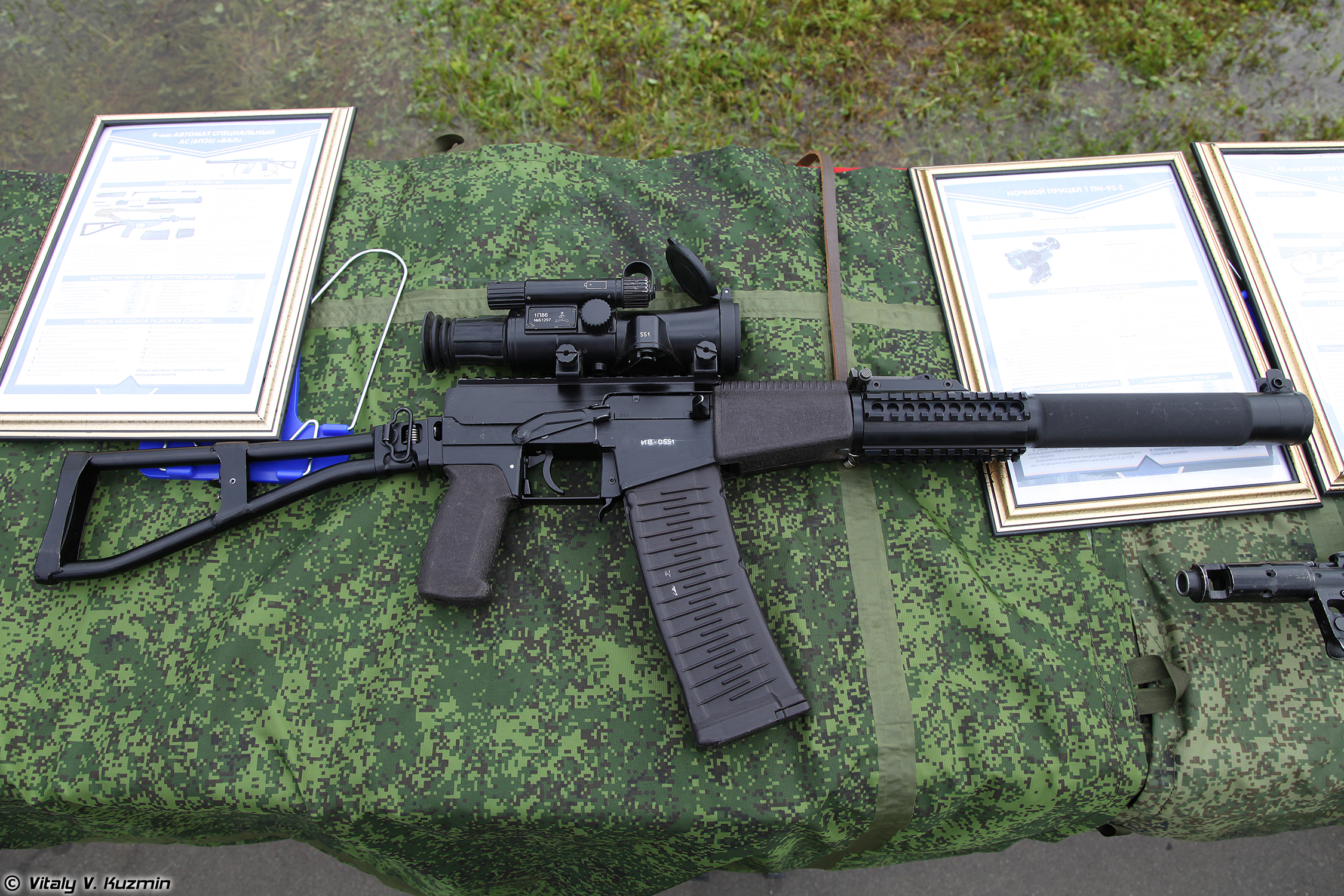
1P86を装着したASM。

ロシア軍に採用されGRAUコードで6P30Mを付与されているASの近代化仕様。ハンドガード前のサプレッサーには3面のピカティニーレールが追加され、レシーバーカバー上部にもピカティニーレールが追加されているためドブテイルマウント以外の照準器も装着が可能になった。またASでは照準器がなかったがASMでは標準照準器として1P86が取り付けられている。

### SR-3 "ヴィーフリ"
ASに基づいて1994年ほどに開発されたアサルトカービン。マガジンは従来のVSSとAS用のものが流用可能で、ハンドガードのデザインを変更し、銃床はレシーバー上側に折りたたむ独自デザインに変更、内蔵型サプレッサーを省略されている。SR-3M、SR-3MPなどそれぞれバリエーションが存在する。

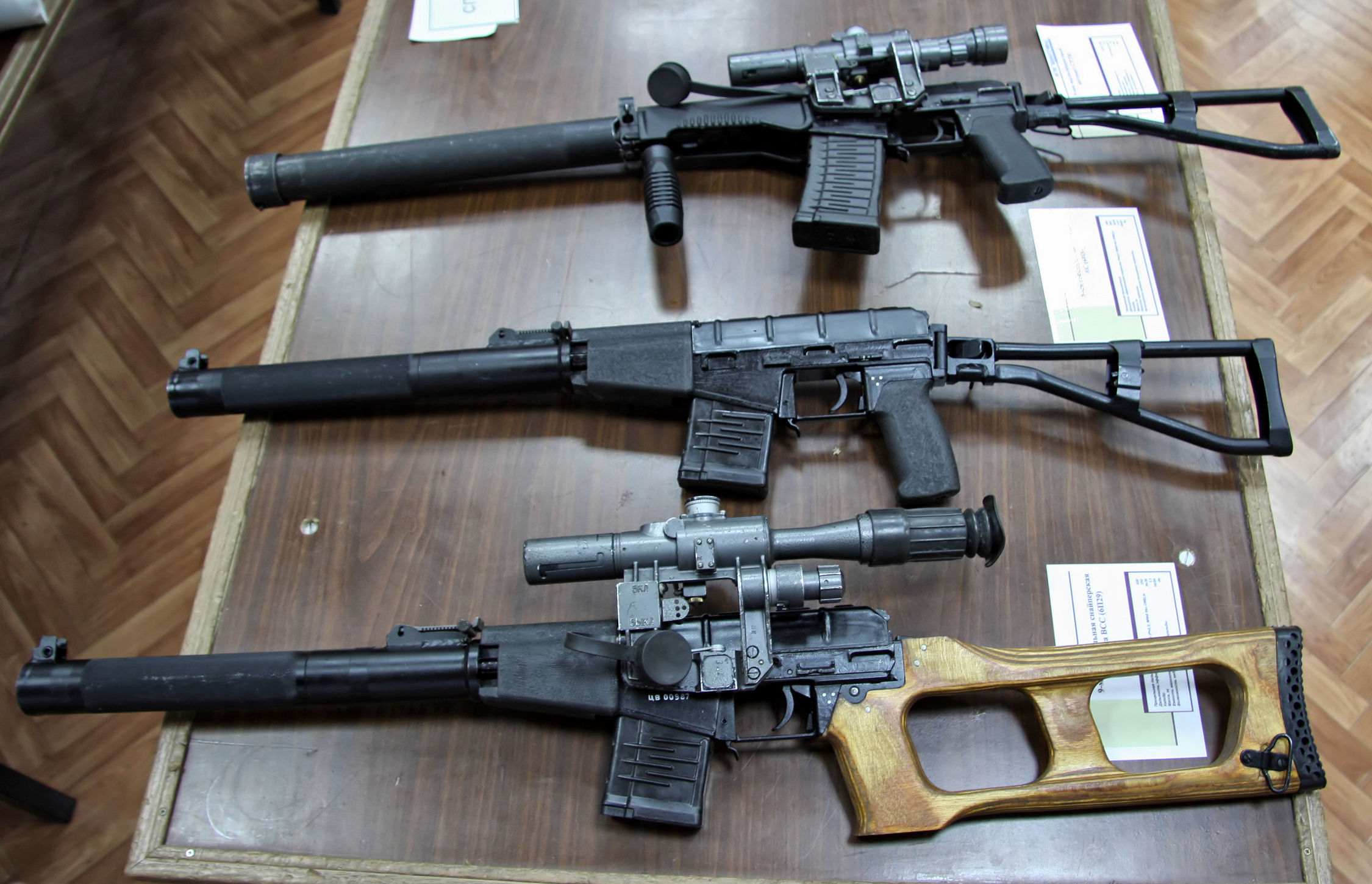
上からPSO-1-1を装着したSR-3M、AS、PSO-1-1を装着したVSS

### VSS "ヴィントレス"
ASのベースとなった消音狙撃銃。